# فورد كوجا
فورد كوجا هي سيارة من صناعة شركة فورد أنتجت في 2007.

## وصلات خارجية
- الموقع الرسمي